# WCT Finals 1986
Le Buick WCT Finals 1986 sono state un torneo di tennis giocato sul sintetico indoor. È stata la 16ª edizione del torneo, che fa parte del Nabisco Grand Prix 1986. Il torneo si è giocato al Reunion Arena di Dallas negli Stati Uniti dal 7 al 14 aprile 1986.

## Campioni

### Singolare maschile
Anders Järryd ha battuto in finale  Boris Becker con il punteggio di 6–7, 6–1, 6–1, 6–4